# Jižní Čechy
Pojem jižní Čechy (německy Südböhmen) je nepřesné geografické označení, které se přibližně shoduje s územím Jihočeského kraje (do roku 2001 oficiálně Budějovický kraj), případně s původním Jihočeským krajem (jako územní jednotka existoval od roku 1960 do 31. 12. 2020), ovšem na rozdíl od obou dvou nezahrnuje některé historické části Moravy.
Naopak do pojmu jižní Čechy lze zahrnout také například Sušicko, Horažďovicko a Železnorudsko, které administrativně náleží do Plzeňského kraje (k tomu srov. např. území českobudějovické diecéze).

## Historie

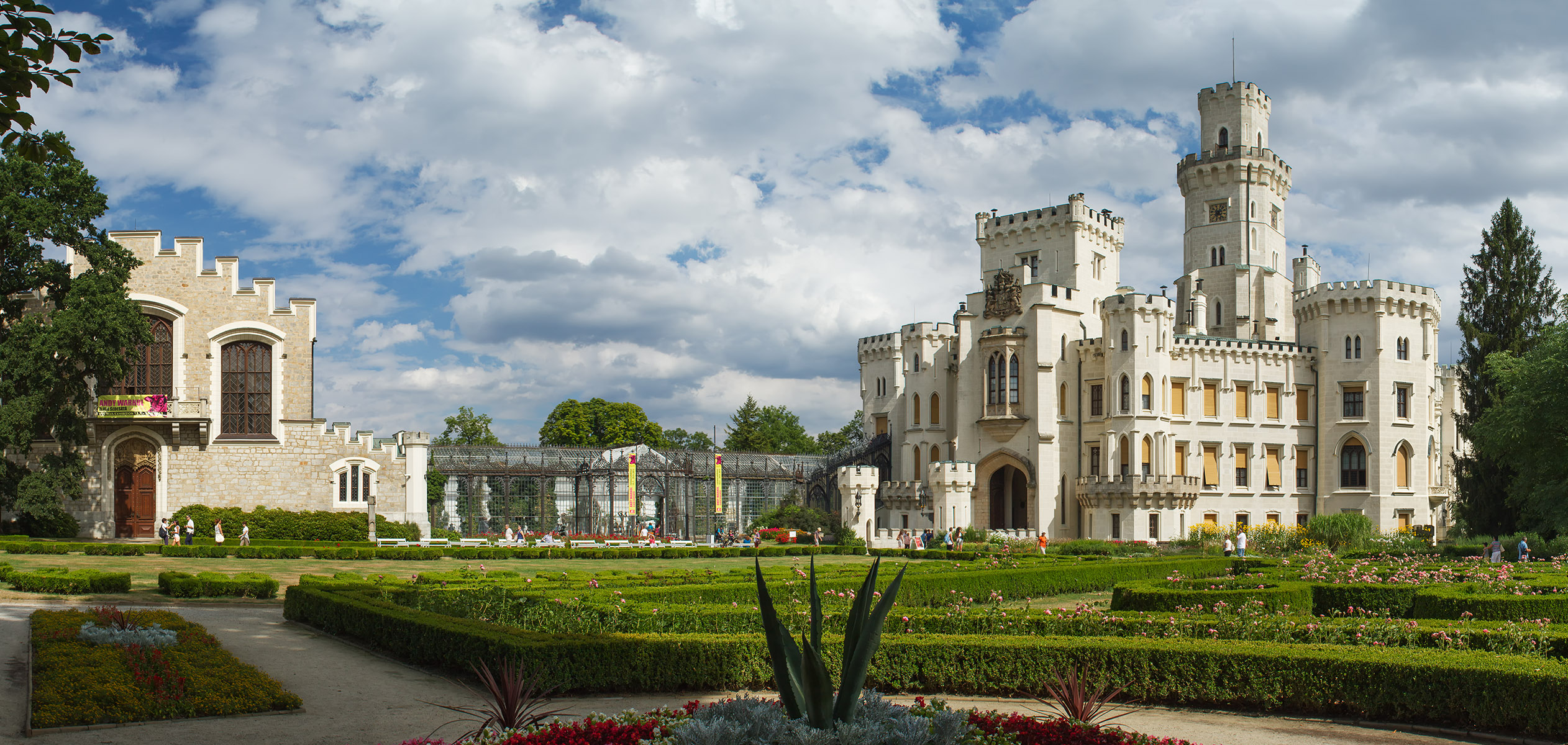
Zámek Hluboká nad Vltavou

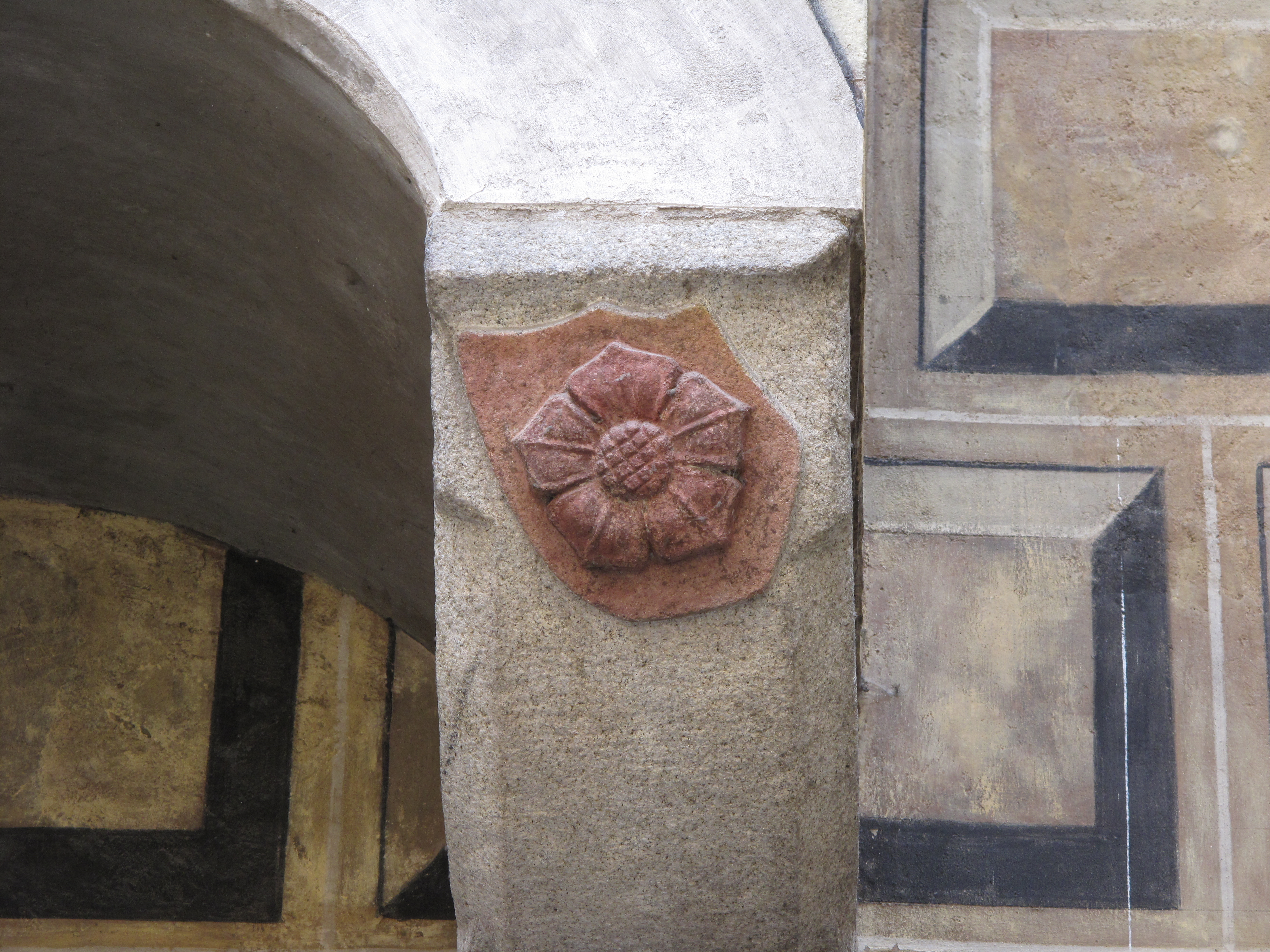
Pětilistá růže - rodový znak Rožmberků, v jižních Čechách častý symbol. Tento reliéf je z českokrumlovského hradu

Jižní Čechy jsou také spojeny s jedním z nejvýznamnějších českých šlechtických rodů středověku, Rožmberky, již ovládali jihočeská panství od 12. do 17. století (tzv. Rožmberské dominium). Tento rod vtiskl charakteristickou architektonickou podobu mnoha jihočeským městům. Tato panství později jako Krumlovské vévodství převzali Eggenberkové a po nich rod Schwarzenbergů (Schwarzenberské dominium).

## Místo rekreace
Pojem jižní Čechy je spojen především s představou rekreačního vyžití. Díky svému čistému ovzduší je vyhledávanou oblastí zejména k letním i zimním sportovním aktivitám, ale také díky množství kulturních památek.

## Některé nejvýznamnější lokality
Jižní Čechy jsou významnou turistickou destinací. Je zde množství turistických oblastí a zajímavostí světového významu.
- Český Krumlov, historické město a malebný hradní a zámecký komplex zapsaný na seznamu UNESCO
- Holašovice, lidová architektura na seznamu UNESCO
- zámek Hluboká
- zámek Orlík nad Vltavou
- hrad Zvíkov
- historické město Jindřichův Hradec s renesančním zámkem
- historické město Třeboň se zámkem a CHKO Třeboňsko
- Písecko
- klášter Zlatá Koruna
- Vodní nádrž Lipno
- Šumava, lyžařská centra
- Město Tábor s řekou Lužnicí
- Toulava
- České Budějovice, městská památková rezervace
- Česká Kanada
- Novohradsko-Doudlebsko

## Některé rybníky
V jižních Čechách se nacházejí největší rybníky České republiky
- Krvavý a Kačležský rybník
- Svět (rybník)
- Rybník Rožmberk je rozlohou největší rybník v České republice
- Rybník Bezdrev
- Horusický rybník
- Dvořiště (rybník)

a mnoho dalších